# Pelji svoj plug čez kosti mrtvih
Pelji svoj plug čez kosti mrtvih (poljsko Prowadź swój pług przez kości umarłych) je skrivnostni roman Olge Tokarczuk iz leta 2009. Slovenski prevod je z leta 2014. Gre za zelo brano poljsko pisko. Prvotno jo je v poljščini izdala Wydawnictwo Literackie. Knjiga je bila širše izdana leta 2019, ko jo je 13. avgusta 2019 v Združenih državah izdala založba Riverhead Books. 
Roman je bil v ožjem izboru za mednarodno bookerjevo nagrado 2019.     Tokarczukova je leta 2018 prejela Nobelovo nagrado za književnost dva meseca po izidu romana v ZDA. 

## Zgodba
Janina Duszejko je stara ženska, ki pripoveduje zgodbo v prvi osebi. Živi v podeželski poljski vasi, ki leži blizu češke meje v regiji Šlezija, med Lewinom in Kłodzkom. Janina večino časa preživi ob študiju astrologije in prevajanju poezije Williama Blaka v poljščino s prijateljem Dizzyjem. Za hišna ljubljenčka je imela dva psa, a sta oba izginila. Nato opazijo, da je izginil tudi njen znanec, ki je bil znan lovec. Janina je vedno bolj prepričana, da se živali maščujejo in v strahu razlaga svojo teorijo policistom. Eden policistov je kmalu zatem tudi preminul, in tudi on je bil lovec. Prijatelja in Janina so zgroženi, a trupla kar prihajajo.
Knjiga je dobila naslov po pesmi Williama Blakea " Pregovori pekla ". 
 

" in seed time learn, in harvest teach, in winter enjoy.

Drive your cart and your plow over the bones of the dead."

## Prilagoditve

### Film
Roman je bil leta 2017 prirejen v film z naslovom Spoor ( poljsko Pokot   ), ki ga je režirala poljska režiserka Agnieszka Holland . Film je prejel nagrado Alfreda Bauerja (srebrni medved) na 67. mednarodnem filmskem festivalu v Berlinu . 

### Gledališče
Roman je v gledališko igro priredil Complicité, ki je od decembra 2022 do junija 2023 gostoval v: Theatre Royal, Plymouth ; Bristol Old Vic ; Oxford Playhouse ; Barbican Center, London; Nottingham Playhouse ; Beogradsko gledališče, Coventry; The Lowry, Salford; Grand Théâtre de Luxembourg ; Odéon-Théâtre de l'Europe, Pariz.